# 2MASS 1845-1409
2MASS 1845-1409 is een tweevoudige ster (2MASS J18450079-1409036 en 2MASS J18450097-1409053)
met een spectraalklasse van M5.V. De ster bevindt zich 59,09 lichtjaar van de zon.